# Disciples
Disciples – seria strategicznych gier turowych w konwencji dark fantasy wydanych przez firmę Strategy First. Gra toczy się w magicznym świecie Nevendaaru, który powoli pochłania wojna między występującymi tam rasami. Seria wyróżnia się oryginalnym podejściem co do sposobu prowadzenia bitew - jednostki nie poruszają się po polu walki.
Disciples oferuje możliwość gry gry jednoosobowej, jak i gry wieloosobowej typu TCP/IP i Hot seat w grze naprzemiennej na jednym komputerze. Do wyboru mamy 4 rasy: ludzi (Imperium), krasnoludów (Górskie Klany), nieumarłych (Hordy Nieumarłych) i demony (Legiony Potępionych). W dodatku Bunt elfów dochodzi także piąta rasa - przymierze elfów.
Disciples: Święte ziemie (Disciples: Sacred Lands), pierwsza część (premiera 28 września 1999) była prekursorem serii. Nie odniosła dużego sukcesu – najważniejszą nagrodą było uznanie za najbardziej niedocenioną grę roku.
Znacznie większe zainteresowanie zarówno krytyków, jak i graczy, zdobyła część druga (premiera 28 stycznia 2002), składająca się z podstawowej wersji Disciples II: Mroczne proroctwo (Disciples II: Dark Prophecy) i dodatków: Strażnicy światła (Guardians of the Light), Słudzy ciemności (Servants of the Dark) i Bunt elfów (Rise of the Elves). Często dwa pierwsze spotykane są pod wspólną nazwą Powrót Galleana (Gallean's Return). 
Trzeci dodatek umożliwia prowadzenie do boju rasy elfów, które wcześniej należały do neutralnej grupy.
Dnia 11 grudnia 2009 miała premierę trzecia część serii Disciples III: Odrodzenie, stworzona przez rosyjskie studio .dat.